# Яношикові Діри
Яношикові Діри (Jánošíkove diery) — каньйон в Словаччині; знаходиться в масиві Криванська Фатра. Розташований біля села Терхова.
В ущелині є понад 20 водоспадів. Через ущелину проходить екологічна стежка.